# Crevillent
Crevillent község Spanyolországban, Alicante tartományban. Lakosainak száma 30 585 fő (2024). Crevillent Albatera, Aspe, Callosa de Segura, Catral, Dolores, Elche, Hondón de las Nieves és San Isidro községekkel határos.

## Testvértelepülések
- Fontenay-le-Comte
- Fontenay-le-Fleury
- La Güera

## Népesség
A település lakosságának változását az alábbi diagram mutatja:
| Lakosok száma | 25 101 | 26 632 | 27 815 | 28 609 | 28 362 | 28 328 | 28 691 | 28 952 | 29 717 | 30 585 |
|               | 2001   | 2004   | 2006   | 2009   | 2011   | 2014   | 2016   | 2019   | 2021   | 2024   |